# Ингвинални гранулом
Гранулома ингвинале је сексуално преносива инфекција изазвана бактеријом која је првобитно класификована као Calymmatobacterium granulomatosis, а сада преименована као Klebsiella granulomatis.

## Опште карактеристике
Клинички, болест се обично карактерише као безболна, полако прогресивна улцеративна лезија на гениталијама или перитонеуму без регионалне лимфоденопатије. Такође, могу се појавити и поткожни грануломи. Лезије су високо васкуларне (црвени изглед) и крваре. Екстрагенитална инфекција може се десити са ширењем инфекције на карлицу, или се може ширити у интраабдоминалне органе, кости или уста. Лезије такође могу развити секундарну бактеријску инфекцију и могу коегзистирати са другим полно преносивим патогенима.

## Симптоми
Знаци овог стања се споро јављају. Обично је потребна једна недеља да би се искусили симптоми. Може проћи и до 12 недеља да симптоми достигну свој врхунац. Генерално, бубуљица или квржица на кожи је оно што се прво јавља. Ова мрља је мала и обично није болна, па се у почетку често ни не примети. Инфекција у већини случајева почиње у гениталној регији. Аналне ране или чиреви у устима јављају се само у мањем броју случајева, и то само ако је сексуални контакт обухватио та подручја.
Лезија на кожи напредује кроз три фазе.

### Прва фаза
У првој фази, мали приштић ће почети да се шири и изједа околно ткиво. Како ткиво почиње да се троши, постаје ружичасто или слабо црвено. Квржице се затим претварају у подигнуте црвене чворове баршунасте текстуре. То се дешава око ануса и гениталија. Иако су кврге безболне, могу да искрваре ако су повређене.

### Друга фаза
У другој фази болести, бактерије почињу да нагризају кожу. Када се то догоди, развиће се плитки чиреви који ће се проширити од гениталија и ануса до бутина и доњег дела стомака или ингвиналног подручја. Примећују се ободи чирева обложени гранулираним ткивом. Непријатан мирис може пратити чир.

### Трећа фаза
Када ингвинални гранулом напредује у трећу фазу, чиреви постају дубоки и претварају се у ожиљкасто ткиво.

## Узрочници
Класа бактерија позната као Klebsiella granulomatis узрокује ову инфекцију. Гранулома ингвинале је полно преносива болест, а преноси се вагиналним или аналним односом са зараженим партнером. У ретким случајевима може се добити оралним сексом.

## Лечење
Гранулома ингвинале се лечи коришћењем антибиотика попут тетрациклина и еритромицина. Такође се могу користити стрептомицин и ампицилин. Трајање већине третмана је три недеље и може се наставити уколико се инфекција за то време не излечи. Саветује се рано лечење ради спречавања трајних ожиљака и отока у гениталним, аналним и ингвиналним пределима. Након лечења следе рутински прегледи,како би се осигурали да се инфекција не врати. У неким случајевима долази до повратка инфекције, иако се чини да је претходно излечена.